# 風巻絃一
風巻 絃一（かざまき げんいち、1924年3月15日 - 没年不明）は、日本の小説家。
東京生まれ。法政大学在学中に学徒出陣。復員後、新聞・雑誌記者を経て作家となり、歴史小説、時代小説を書く。

## 著書
- めおと大名 大和出版 1956 のち春陽文庫
- 炎の処女 榊原書店 1957
- 朱膳百鬼の夜を行く 和同出版社 1958
- 変化たぬき大名 鳥越書房 1958
- 異聞新選組 双葉新書 1964
- 青春坂本竜馬 双葉新書 1965 のち春陽文庫
- 幕末剣豪伝 乱世に生きた剣士たち 久保書店 1965
- ある海援隊士 東方社 1965
- 幕末陸援隊 青樹社 1966
- 現代に生きる武将の一言 勇気と行動のための絶対の武器 日本文芸社 1966
- 大奥(秘）物語 江戸城を舞台に展開する歴史大絵巻 日本文芸社 1967 「怨念と情欲の大奥(秘）絵巻」文庫
- 坂本竜馬 その人と生涯 金園社 1970 「坂本竜馬のすべてがわかる本」三笠書房知的生きかた文庫
- ぐでん流剣士 新選組藤堂平助 春陽文庫 1971
- 剣豪次男坊侍 春陽文庫 1972
- からくり殺法 春陽文庫 1973
- 家康入門 ねばりの哲学11章 日本文芸社 1973（ダルマ・ブックス）「徳川家康に学ぶ人生訓」三笠書房知的生きかた文庫
- 竜馬とその女 青樹社 1975 のち春陽文庫
- 決断の一言 乱世に処する己れを支え運命を切り開く感動の言葉 日本文芸社 1976
- 不動の一言 運命を切り開く骨一つで生きたサムライの言行録 日本文芸社 1978.2
- 戦国名将に学ぶ勝ち残りの戦略 状況を読みいかに闘うか!? 日本文芸社 1979 のち三笠書房（知的生きかた文庫）
- 徳川家康おもしろ百科 忍耐と努力でつかんだ天下国家 永岡書店 1980 「一冊で読む徳川家康のすべて」三笠書房知的生きかた文庫
- 指導者の戦略と決断 危機突破の行動学 江戸激動期の実務家に学ぶ 日本文芸社 1981.8
- 大石内蔵助にみる危機克服のリーダーシップ 産業能率大学出版部 1982.9
- 斬りすて浪人 春陽文庫 1983.10
- 生き残りの戦略 戦国武将に学ぶ 後継者と人脈づくりの条件 日本文芸社 1983.4
- 大奥の虚像と謎 江戸城に秘められた夜の舞台裏 日本文芸社 1983（舵輪ブックス）
- 豪商たちの智略商魂 実業之日本社, 1984.2
- 戦国名将の気くばり 人生に勝つための気働き100の知恵 日本文芸社 1984（舵輪ブックス）
- 即断即決の人間学 日新報道 1986.3
- 伊達政宗のしたたか人間学 三笠書房 1986.11
- 十八史略のリーダー学 三笠書房 1987.7（知的生きかた文庫）
- 戦国武将を支えた信仰 生死を超越した不退転の決意 日本文芸社 1987.10
- おんな刺客卍 春陽文庫 1988.4
- 春日局・運命を拓く生きかた 三笠書房 1988（知的生きかた文庫）
- 日本一のからくり師 発明くふうを生涯つづけた田中久重 PHP研究所 1989
- 織田信長の生涯 三笠書房 1990（知的生きかた文庫）
- 武田信玄この強さはどこから生まれるのか 三笠書房 1991.8
- 心が強くなる武将の名言 三笠書房 1991（知的生きかた文庫）
- 闘将織田信長 春陽文庫 1992.1
- 奥州藤原氏の興亡 三笠書房 1992.7（知的生きかた文庫）
- 燃える黄金王国 奥州藤原一族の野望 春陽文庫 1993.7
- 炎の女日野富子の生涯 三笠書房 1993（知的生きかた文庫）「大乱妖花伝」春陽文庫
- 春の鷹 小説・上杉鷹山 春陽文庫 1993.5
- 高杉晋作のすべてがわかる本 三笠書房 1994.4（知的生きかた文庫）
- 暗闘斬魔の剣 小説・徳川吉宗 春陽文庫 1995.2
- 大暴れ太閤記 春陽文庫 1996.2
- 勝海舟この人物の大きさを見よ! 三笠書房 1997.1（知的生きかた文庫）
- 一冊で読む織田信長のすべて 三笠書房 1999.2（知的生きかた文庫）
- 戦国武将勝ち残りの戦略 状況を読みいかに闘うか 日本文芸社 2001.6（日文新書）